# Isabella av Kastilien (1355-1392)
Isabella av Kastilien, född 1355 i Tordesillas, död 1392, var en engelsk prinsessa, gift 1372 med den engelske prinsen Edmund av Langley.
Hennes äktenskap arrangerades för att ytterligare förstärka den engelska kungafamiljens arvsrätt till tronen i Kastilien, sedan hennes äldre syster hade gift in sig i det engelska kungahuset. Isabella och Edmund beskrivs som omaka, och Isabella hade en rad kärleksaffärer, bland vilka hennes relation med sin svåger John Holland, 1st Duke of Exeter var den mest omtalade. På grund av hennes kärleksaffärer misstänkliggjordes hennes barns börd. 